# カテジナ・ノイマノワ
カテジナ・ノイマノワ（Kateřina Neumannová、1973年2月15日 - ）はチェコ、南ボヘミア州ピーセク出身の元クロスカントリースキー選手、マウンテンバイク選手。チェコスロバキアおよびチェコ代表として活躍し、またチェコ人の女性として初めて夏冬両方のオリンピックに出場した選手である。

## プロフィール
1991年ノルディックスキー世界選手権に抜擢され5kmクラシカルで15位の成績を残した。
翌1992年のアルベールビルオリンピックに18歳で出場、5kmクラシカル13位、15kmクラシカル14位、複合22位、リレー6位とチェコ勢2番手の成績を残した。
1993年のノルディックスキージュニア世界選手権では5kmクラシカル金メダル、15kmフリー銅メダルを獲得、
2度目のオリンピックとなったリレハンメルでは15kmクラシカル14位、5kmクラシカル8位、複合6位、リレー9位となった。
カテジナは夏季のトレーニングにマウンテンバイクを取り入れたがここでも優れた能力を発揮し、1995年のヨーロッパ選手権で3位となり、翌年のアトランタオリンピックに出場し18位となった。
1997年、4度目の出場となったノルディックスキー世界選手権の15kmフリーでようやく自身初のメダル（銅メダル）を獲得した。
1998年の長野オリンピックでは5kmクラシカルで銀メダル、複合で銅メダルを獲得。1999年の世界選手権では5kmフリーで銅メダルを獲得した。2002年のソルトレイクシティオリンピックでも銀メダル2個を獲得した。
その後産休に入り2003年7月2日に長女を出産、同年冬から競技に復帰、すぐにワールドカップで優勝するなど以前にも増した活躍を見せた。
2005年ノルディックスキー世界選手権10kmで初めて金メダルを獲得、2006年のトリノオリンピック30kmフリーで念願のオリンピック金メダルを獲得した。
2006年にカテジナは自国で開催される予定の2009年ノルディックスキー世界選手権組織委員会名誉副委員長に任命された。
2007年ノルディックスキー世界選手権札幌大会で2個のメダルを獲得、このシーズン限りで現役を引退した。2007年8月には2009年ノルディックスキー世界選手権組織委員会委員長に就任、同大会を成功に導いた。
2009年9月にはヨーロッパオリンピック委員会副委員長に選出され、その活躍の場を広げている。

## 主な成績
- 1991　世界選手権（ヴァル・ディ・フィエンメ）　5kmC15位
- 1992　アルベールビルオリンピック　5kmC13位、15kmC14位、複合22位、4×5kmリレー6位
- 1993　ノルディックスキージュニア世界選手権（ハラコフ）　5km金、15km銅
- 1993　1993年ノルディックスキー世界選手権（ファルン）5kmC8位、複合5位、15kmC16位　ワールドカップ1勝、総合7位
- 1994　リレハンメルオリンピック　15kmC14位、5kmC8位、複合6位、リレー9位　ワールドカップ総合12位
- 1995　マウンテンバイクヨーロッパ選手権3位
- 1995　世界選手権5kmC11位、複合13位、15kmC7位　ワールドカップ総合14位
- 1996　アトランタオリンピックマウンテンバイク18位
- 1997　ノルディックスキー世界選手権(トロンハイム)15kmF銅、5kmC6位、複合4位　ワールドカップ総合3位
- 1998　長野オリンピック5kmC銀、複合銅、15kmC9位、4×5kmリレー6位　ワールドカップ総合15位
- 1998　マウンテンバイクチェコカップ1位、マウンテンバイクチェコ選手権1位
- 1999　世界選手権5kmF銅　ワールドカップ総合6位
- 1999　マウンテンバイクチェコカップ3位、マウンテンバイクチェコ選手権1位
- 2000　マウンテンバイクチェコ選手権2位、同リレー2位
- 2000　ワールドカップ総合17位
- 2001　世界選手権15kmC9位　チェコ選手権10kmC金　ワールドカップ総合9位
- 2002　ソルトレイクシティオリンピック15kmF銀、複合銀、スプリント13位、4×5kmリレー4位　チェコ選手権5kmC金　ワールドカップ総合2位
- 2004　ワールドカップ総合9位
- 2005　世界選手権10kmF金、30kmC7位、複合7位、4×5kmリレー6位　ワールドカップ総合2位
- 2006　トリノオリンピック | 30kmF金、複合銀、10kmC5位　ワールドカップ総合5位
- 2007　世界選手権 | 10kmF金、複合銀　　ワールドカップ総合3位
- ワールドカップ通算18勝（2位16回、3位14回）